# ПеР
Вижте пояснителната страница за други значения на Пер.
„ПеР“ е латвийска поп и бийтбокс група, сформирана през 2007 г. Първоначално групата се състои от трима души – Ралфс Ейландс, Емилс Вегнерс и Петерис Упениекс. Вегнерс напуска бандата през 2007 г. и е заместен от Едмундс Расманис. Упениекс напуска през 2011 и след това не е заместен от никого. Тогава остават само двама изпълнители – Ейландс и Расманис. След три неуспешни опита да представят Латвия на „Евровизия“ през изминали години, през 2013 г. „ПеР“ печелят латвийския конкурс за избор на песен за „Евровизия“ (Dziesma) и представят страната с песента „Here We Go“.

## История

### Ранни години (2007 – 2008)
На 21 юли 2007 г. за пръв път участват в музикалния фестивал „Dziesma manai paaudzei“. След фестивала пътуват за Москва, за да се състезават с други артисти в шоуто за таланти „Минута славы“, където заемат четвърто място. Завръщат се в Латвия, където получават покана за участие в ежегодното музикално събитие „Bildes 2007“. Това е последното събитие, на което участват първите членове на групата.
През 2008 г. групата напуска Емилс Вегнерс и е заменен от Едмундс Расманис. „ПеР“ добиват популярност, участвайки в шоуто „Latvijas zelta talanti“ – отиват на финал, но не успяват да спечелят. След края на шоуто участват в много музикални събития.

### Eirodziesma

#### 2009
На „Eirodziesma“, латвийската национална селекция за избор на песен за „Евровизия“, групата участва заедно със Сабина Березина и песента „Bye, Bye“. Песента е на шесто място в полуфинала, но на девето във финала.

#### 2010
Групата се завръща в „Eirodziesma“ през 2010 с песента „Like a Mouse“. Класират се на последно място във финала.

#### 2011 – 2012
Поредният опит за участие на „Евровизия“ е през 2012, когато на „Eirodziesma“ песента „Disco Superfly“ е на петнадесето място във финалния кръг.

### Евровизия 2013
Групата влиза в националната селекция с две песни – „Sad Trumpet“ (в първи полуфинал) и „Here We Go“ (във втори полуфинал). И двете песни преминават на финал, но втората събира най-голяма част от гласовете и след три месеца е представена на сцената в Малмьо.